# Martin-Baker Mk.4

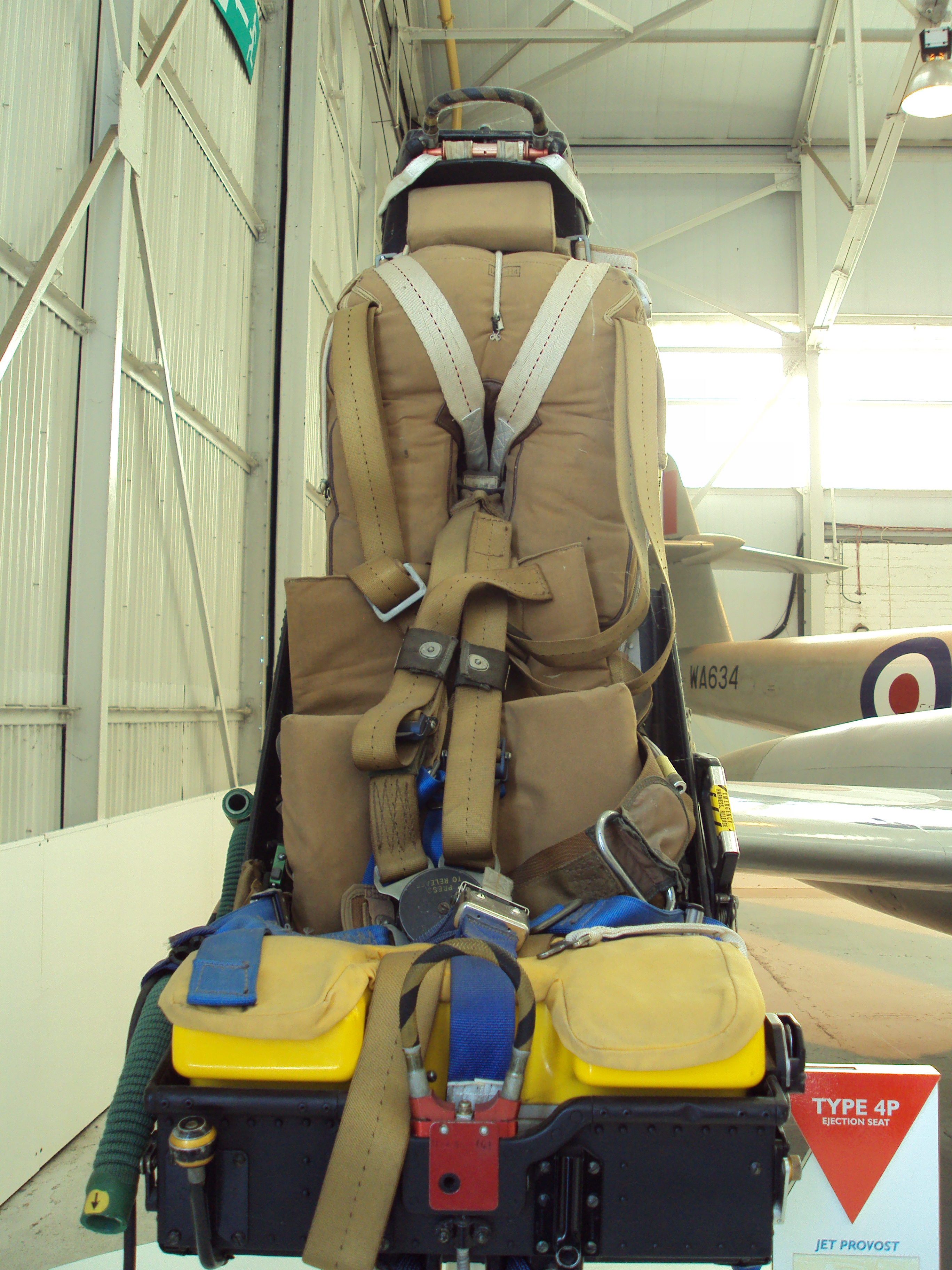
Exemplaire Exposé au RAF Museum Cosford.

Le Martin-Baker Mk.4 est un siège éjectable britannique conçu et fabriqué par Martin-Baker. Introduit dans les années 1950, il équipe des avions de combat et d'entraînement du monde entier.

## Origine
La mort de Valentine Baker dans un accident aérien en 1942 pousse son associé, James Martin, à engager l'entreprise dans le développement du concept innovant du siège éjectable. Le tout premier prototype est testé (au sol) en 1945, et aboutit à une première version de série en 1948. Plusieurs itérations améliorées suivent. Le Mark 4 connait son premier test en 1957.

## Séquence de fonctionnement
Lorsque le pilote actionne l'une des deux poignées pour déclencher le siège, la première opération automatique est l'éjection de la verrière de l'avion. Le masque du pilote est immédiatement relié à l'alimentation en oxygène du siège (en remplacement de celle de l'avion), et deux charges explosives extraient le siège du cockpit. Le parachute ne se déploie qu'à une altitude inférieure ou égale (un contrôle barométrique est présent), le siège connait donc une phase de chute libre si l'éjection se fait à une altitude plus élevée.

## Applications
Le siège Mk 4 est utilisé sur de nombreux avions britanniques, français, italiens, allemand et indiens développés dans les années 50 et 60. Cette liste provient du constructeur
- Aermacchi MB-326
- BAC Strikemaster
- Breguet Taon
- Dassault Étendard IV
- Dassault Mirage III
- Dassault Mystère
- Dassault Ouragan
- Alpha Jet
- de Havilland Vampire
- Dornier Do 29
- English Electric Canberra
- English Electric Lightning
- Fouga Magister
- HAL Ajeet
- HAL HF-24 Marut
- HAL Kiran
- Hawker Hunter
- Helwan HA-300
- Nord 1500 Griffon
- Nord Gerfaut
- SEPECAT Jaguar
- SNCASE SE-212 Durandal
- SO.9000 Trident
- Sud Aviation Vautour